# Lista över assessorer i Göta hovrätt
Detta är en lista över assessorer i Göta hovrätt.

## Assessorer i Göta hovrätt (påbörjad)
- 1634–1640: Casimir Gyllenstierna
- 1635–1636: Carl Mörner af Tuna
- 1635: Håkan Skytte
- 1635: Peder Mattsson Stiernfelt
- 1634–1661: Petrus Dober
- 1634–1646: Peder Eriksson
- 1634–1639: Gustaf Nilsson
- 1634–1645: Erik Larsson
- 1635–1663: Carl Hansson Lundius
- 1636–1656: Arvid Jönsson Lilliesparre
- 1636–1657: Måns Ekegren
- 1636–1638: Nils Gyllenstierna
- 1637–1639:Erik Geete
- 1638: Isak Silfverhielm
- 1639–1655: Christman Lillia
- 1639–1652: Göran Stierna
- 1639: Henric von Sahlfelt
- 1640–1678: Ericus Drysenius
- 1640–1643: Jöns Bonde
- Erland Kafle
- Jacob Gavelius
- Jacob Liethman
- 1651–1653: Johan Nilsson Hulthenius
- 1653–1656: Håkan Cederqvist
- 1653–1655: Mattias Brunssberg
- 1655–1683: Gabriel Gyllengrip
- 1657–1673: Hans Kyhle
- 1657–1658: Carl Pauli
- 1657–: Johan Örnevinge
- 1657–1665: David Foughman
- 1658–1679: Thor Bonde
- 1658–1660: Johan Ödla
- 1674-1693 Gustaf Gustavsson Örnevinge (kusin till Johan Örnevinge

- 1766–1775: Magnus Crusenstolpe
- 1770–: Gustaf Maurtiz Posse
- 1771–1796: Alexander Peresvetoff Morath
- Axel Johan von Köhler
- 1773–1787: Jan Odencrantz
- 1773–: Pehr Arnell
- 1778–1795: Casten von Otter
- 1803: Johan Leonhard Mörke